# Садковський Богдан Геннадійович
Богдан Геннадійович Садковський — солдат Збройних Сил України, учасник російсько-української війни, що загинув у ході російського вторгнення в Україну в 2022 році.

## Життєпис
Богдан Садковський народився 2002 року в місті Балті на Одещині. Ще до початку повномасштабного російського вторгнення в Україну ніс військову службу в лавах ЗСУ. Загинув 28 лютого 2022 року в селищі Городок Житомирської області біля артустановки, намагаючись атакувати ворожий літак. 23 вересня 2022 року родині загиблого командир війсткової частини та представники місцевої влади вручили Орден «За мужність III ступеня». Відзнакою воїна президент України Володимир Зеленський нагородив посмертно 7 травня 2022 року. Отримати нагороду до міської ради прийшли бабуся, дружина та маленький синочок загиблого Богдана Садковського. 

## Родина
У загиблого залишилася бабуся, яка його виховувала, а також дружина та син (народився 2020).

## Нагороди
- Орден «За мужність» III ступеня (2022, посмертно) — за особисту мужність і самовіддані дії, виявлені у захисті державного суверенітету та територіальної цілісності України, вірність військовій присязі[3].